# Gabriel de Rumine

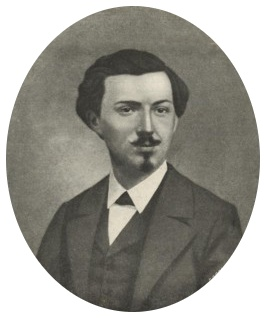
Gabriel de Rumine

Gabriel de Rumine (* 16. Januar 1841 in Lausanne; † 18. Juni 1871 in Bukarest, heimatberechtigt ab 1862 in Lausanne) war ein russisch-schweizerischer Bauingenieur und Stifter.

## Leben

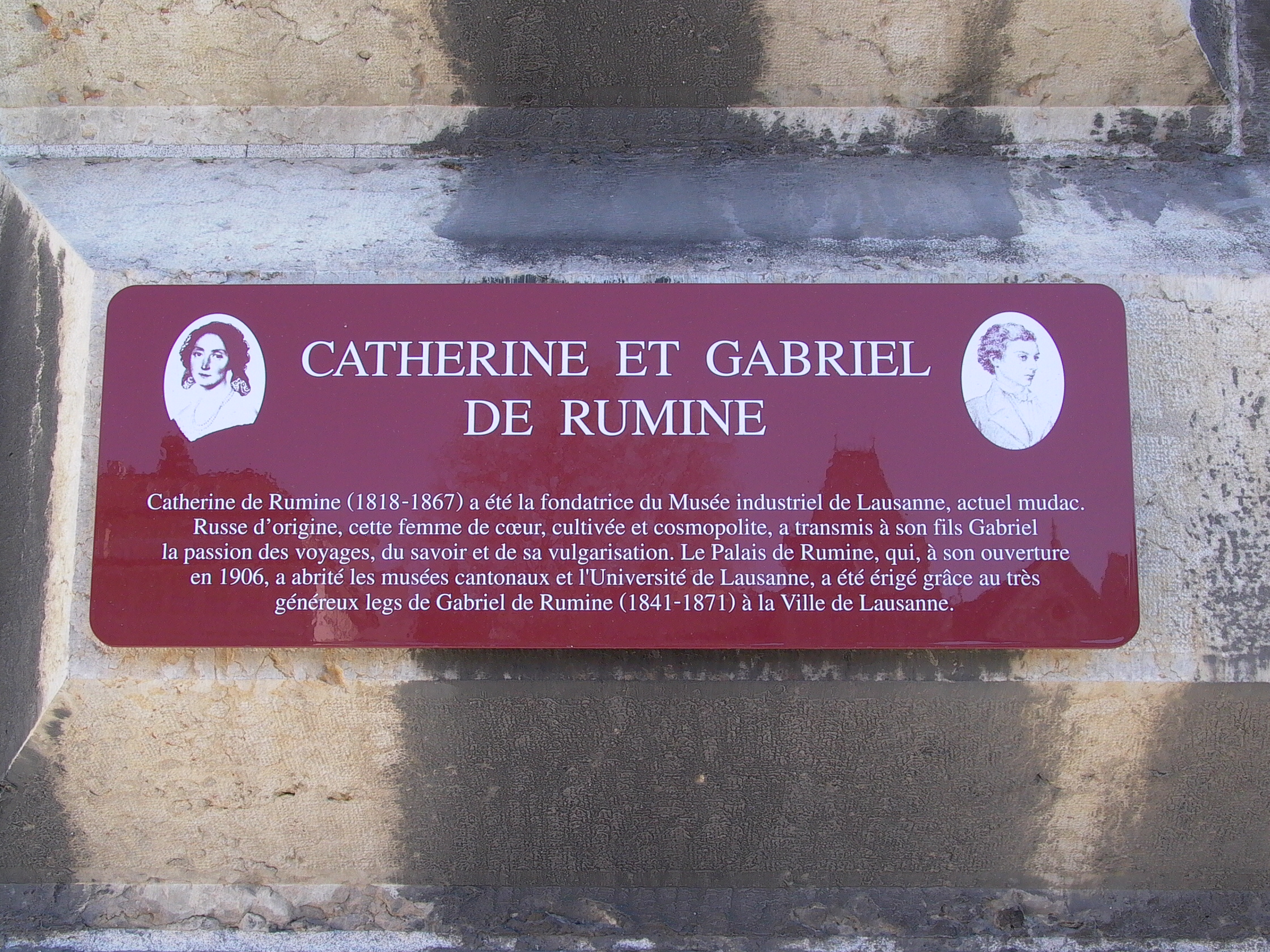
Gedenktafel am Palais de Rumine für Catherine und Gabriel de Rumine

Gabriel de Rumine genoss Hausunterricht bei Charles-Théophile Gaudin und studierte ab 1859 an der Académie de Lausanne. Ab dem Jahre 1861 besuchte er die École polytechnique fédérale de Lausanne und wurde 1864 Bauingenieur. Er war Mitglied im Schweizerischen Zofingerverein. Im Jahre 1862 gründete er mit seiner Mutter das Industriemuseum Lausanne.
Noch vor seiner Reise nach Konstantinopel vermachte er Lausanne eine Stiftung, mit welcher sie später den Palais de Rumine erbaute. Dort war zuerst die Universität beherbergt, später die Kantons- und Universitätsbibliothek, Hörsäle und verschiedene Museen.
De Rumine starb mit 30 Jahren am 18. Juni 1871 in Bukarest und wurde am 3. September des gleichen Jahres im Cimetière de Montoie in Lausanne beerdigt. Das Grab besteht bis heute (Stand November 2017).